# Fucheng (socken i Kina, Hunan)
Fucheng (kinesiska: 附城, 附城乡) är en socken i Kina. Den ligger i provinsen Hunan, i den södra delen av landet, omkring 310 kilometer söder om provinshuvudstaden Changsha. Antalet invånare är 22446. Befolkningen består av 10 779 kvinnor och 11 667 män. Barn under 15 år utgör 20,0 %, vuxna 15-64 år 70 %, och äldre över 65 år 8,0 %.
Genomsnittlig årsnederbörd är 1 948 millimeter. Den regnigaste månaden är maj, med i genomsnitt 308 mm nederbörd, och den torraste är oktober, med 35 mm nederbörd.